# Солоная (приток Ика)
Солоная — река в России, протекает в Александровском районе Пермского края. Устье реки находится в 8,7 км по левому берегу реки Ик. Длина реки составляет 10 км.
Исток реки в лесном массиве в 8 км к северо-востоку от посёлка Камень. Генеральное направление течения — юго-запад. Река течёт по ненаселённой местности среди холмов предгорий Северного Урала, покрытых тайгой. Впадает в Ик к северу от посёлка Камень.

## Данные водного реестра
По данным государственного водного реестра России относится к Камскому бассейновому округу, водохозяйственный участок реки — Кама от города Березники до Камского гидроузла, без реки Косьва (от истока до Широковского гидроузла), Чусовая и Сылва, речной подбассейн реки — бассейны притоков Камы до впадения Белой. Речной бассейн реки — Кама.
По данным геоинформационной системы водохозяйственного районирования территории РФ, подготовленной Федеральным агентством водных ресурсов:
- Код водного объекта в государственном водном реестре — 10010100912111100007277
- Код по гидрологической изученности (ГИ) — 111100727
- Код бассейна — 10.01.01.009
- Номер тома по ГИ — 11
- Выпуск по ГИ — 1